# جنت اس فندر
 جنت اس فندر (انگلیسی: Janet S. Fender) یک فیزیک‌دان زن اهل ایالات متحده آمریکا است.